# Хазан-Андреева, Дора Моисеевна
Дора Моисеевна Хазан-Андреева (21 мая 1894, Рига — 6 ноября 1961, Москва) — советский партийный и государственный деятель. Жена члена Политбюро ЦК Андрея Андреева.

## Биография
Дора Моисеевна Хазан (Сермус) родилась 21 мая 1894 года в Риге.
Член РСДРП с 1912 года.
В 1914—1916 годах — бухгалтер больничной кассы на Путиловском заводе в Петрограде, одновременно вела подпольную работу в г. Ревеле.
В 1916 году была арестована, осуждена на пожизненное поселение в Сибири.
После Февральской революции освобождена из тюрьмы. Участвовала в организации отрядов Красной гвардии и в гражданской войне.
Находилась на партийной и профсоюзной работе на Урале, Украине, Северном Кавказе, в Москве. Короткое время работала на технической должности в секретариате Политбюро ЦК РКП(б). Занимала должность секретаря коммунистической фракции ВЦСПС.
После окончания в 1934 г. Промакадемии занимала должность начальника Главного управления шерстяной промышленности СССР.
С 1935 года — член совета при наркоме лёгкой промышленности, позднее — заместитель наркома лёгкой промышленности СССР (снята с должности в 1947 году), директор ЦНИИ шерстяной промышленности.
Избиралась депутатом Верховного Совета РСФСР.
Дора Моисеевна Хазан-Андреева умерла 6 ноября 1961 года. Похоронена на Новодевичьем кладбище. Могила на первом участке, напротив могилы мужа, ряд 26, место 9. Скульптор памятника — О. Барановская. Вместе с ней погребён Андрей Владимирович Куйбышев (1945—1999).

## Личная жизнь
Дружила с Н. С. Аллилуевой, женой И. В. Сталина, возилась с её детьми. После самоубийства Аллилуевой продолжала общаться с её сыном Василием и дочерью Светланой. Некоторое время пользовалась особым расположением И. В. Сталина, который в конце концов отдалил её от себя и своей семьи.
Вскоре вышла замуж за А. А. Андреева.